# Chiara Teocchi
Chiara Teocchi (* 8. Dezember 1996 in Bergamo) ist eine italienische Radrennfahrerin.

## Sportlicher Werdegang
Teocchi gewann 2014 die italienischen Junioren-Meisterschaften im olympischen Cross-Country (XCO) und platzierte sich bei Welt- und Europameisterschaften jeweils unter den besten Zehn. Außerdem wurde sie, mit 17 Jahren, italienische Meisterin im Cross-Country Eliminator, der in einer einzigen Altersklasse ausgetragen wurde. Im Oktober des Jahres vertrat sie Italien bei den Olympischen Jugendspielen 2014, wo sie für die Mannschaftswertung neben dem Mountainbike-Rennen auch das BMX- und Straßenrennen bestritt und zusammen mit Sofia Beggin die Goldmedaille bei den Mädchen gewann. In der Mixed-Staffel bestritt sie eine der Mountainbike-Runden in dem Wettstreit, den die Mannschaft auf dem zweiten Platz beendete.
In der U23 konnte Teocchi zweimal die Landesmeisterschaften im XCO gewinnen, war mehrmals unter den besten Zehn bei den Mountainbike-Europameisterschaften und gelangte 2016 im Weltcup-Rennen von Mont Sainte-Anne als Dritte aufs Podium. Noch erfolgreicher war sie in jener Zeit im Cyclocross, den sie im Winterhalbjahr betrieb: In der Saison 2016/2017 gewann sie die Europameisterschaften aus einer Dreiergruppe heraus vor Hélène Clauzel, im Jahr darauf verteidigte sie den Titel im Sprint vor Laura Verdonschot. In beiden Saisons war sie zudem italienische U23-Meisterin.
In der Elite war Teocchi 2019 Dritte und 2021 Zweite der italienischen Cyclocross-Meisterschaften; nach der Saison 2021/2022 bestritt sie in dieser Disziplin allerdings keine Rennen mehr. Auf dem Mountainbike belegte sie regelmäßig vordere Plätze bei den italienischen Meisterschaften, konnte sich aber nicht gegen die Vorherrschaft von Eva Lechner und Martina Berta durchsetzen. Neben zwei Staffelsiegen bei den Mountainbike-Europameisterschaften (2018, 2024) war ihr bedeutendstes internationales Resultat lange Zeit der zweite Platz im Mediterranean Epic 2021, wo sie auch zwei Etappen gewann. Dafür holte sie bei den erstmals ausgetragenen Gravel-Weltmeisterschaften 2022 in Cittadella die Bronzemedaille.
Seit der Saison 2024 fährt Teocchi für das spanische Orbea Factory Team. Beim Weltcup 2024 im brasilianischen Mairiporã erzielte sie mit dem vierten Platz die beste Elite-Platzierung ihrer Karriere. Im Juli war sie neben Martina Berta Italiens Vertreterin im olympischen Mountainbikerennen und kam auf den elften Platz.

## Erfolge

### Mountainbike
2014
 Italienische Meisterin (Junioren) – Cross-Country XCO
 Italienische Meisterin – Eliminator XCE
 Olympische Jugendspiele – Mannschaftswertung (mit Sofia Beggin)
 Olympische Jugendspiele – Mixed-Staffel (mit Federico Mandelli, Manuel Todaro und Sofia Beggin)
2015
 Europameisterschaften – Eliminator XCE
2016
 Italienische Meisterin (U23) – Cross-Country XCO
2017
 Italienische Meisterin (U23) – Cross-Country XCO
 Europameisterschaften – Staffel XCR
2018
 Europameisterin – Staffel XCR
2024
 Europameisterin – Staffel XCR

### Cyclocross
2016/2017
 Europameisterin (U23)
 Italienische Meisterin (U23)
2017/2018
 Europameisterin (U23)
 Italienische Meisterin (U23)

### Gravel
2022
 Weltmeisterschaften – Bronze